# Pamplemousses Sporting Club
El Pamplemousses Sporting Club és un club de futbol de la ciutat de Belle Vue Maurel, Maurici. El seu color és el blau.
El Fire Brigade SC es trasllada de Beau Bassin-Rose Hill a Rivière Noire i adopta el nom Vacoas-Phoenix FC; més tard Fire Brigade es va fusionar amb Real Pamplemousses per formar Pamplemousses SC.

## Palmarès
- Lliga mauriciana de futbol:[4]

2005-06, 2010, 2011-12, 2016-17, 2017-18, 2018-19
- Copa mauriciana de futbol:[5]

2009, 2016, 2018
- Copa de la República mauriciana de futbol:[5]

2010, 2011, 2012-13, 2016-17